# 2023年世界水泳選手権ホンジュラス選手団
2023年世界水泳選手権ホンジュラス選手団は、2023年7月14日から7月30日まで日本の福岡で開催された第20回世界水泳選手権のホンジュラス選手団、およびその競技結果。

## 選手団
- 人員: 選手 3人

## 選手名簿・結果
| 選手                     | 種目               | 予選      | 予選 | 準決勝   | 準決勝   | 決勝     | 決勝     |
| 選手                     | 種目               | 結果      | 順位 | 結果     | 順位     | 結果     | 順位     |
| ------------------------ | ------------------ | --------- | ---- | -------- | -------- | -------- | -------- |
| ガブリエル・マルティネス | 男子50m自由形      | 23秒52    | 63位 | 予選敗退 | 予選敗退 | 予選敗退 | 予選敗退 |
| ガブリエル・マルティネス | 男子100m自由形     | 51秒10    | 56位 | 予選敗退 | 予選敗退 | 予選敗退 | 予選敗退 |
| フリオ・オレゴ           | 男子100m平泳ぎ     | 1分03秒04 | 43位 | 予選敗退 | 予選敗退 | 予選敗退 | 予選敗退 |
| フリオ・オレゴ           | 男子200m平泳ぎ     | 2分20秒70 | 37位 | 予選敗退 | 予選敗退 | 予選敗退 | 予選敗退 |
| フリマール・アヴィラ     | 女子200m自由形     | 2分06秒92 | 48位 | 予選敗退 | 予選敗退 | 予選敗退 | 予選敗退 |
| フリマール・アヴィラ     | 女子100mバタフライ | 1分03秒52 | 43位 | 予選敗退 | 予選敗退 | 予選敗退 | 予選敗退 |